# Большой Саян
Большо́й Сая́н (бур. Ехэ Саяан) — название высочайшего водораздельного хребта Восточного Саяна на юге Сибири, на границе между Россией и Монголией, протяжённостью 150 км.

## Названия

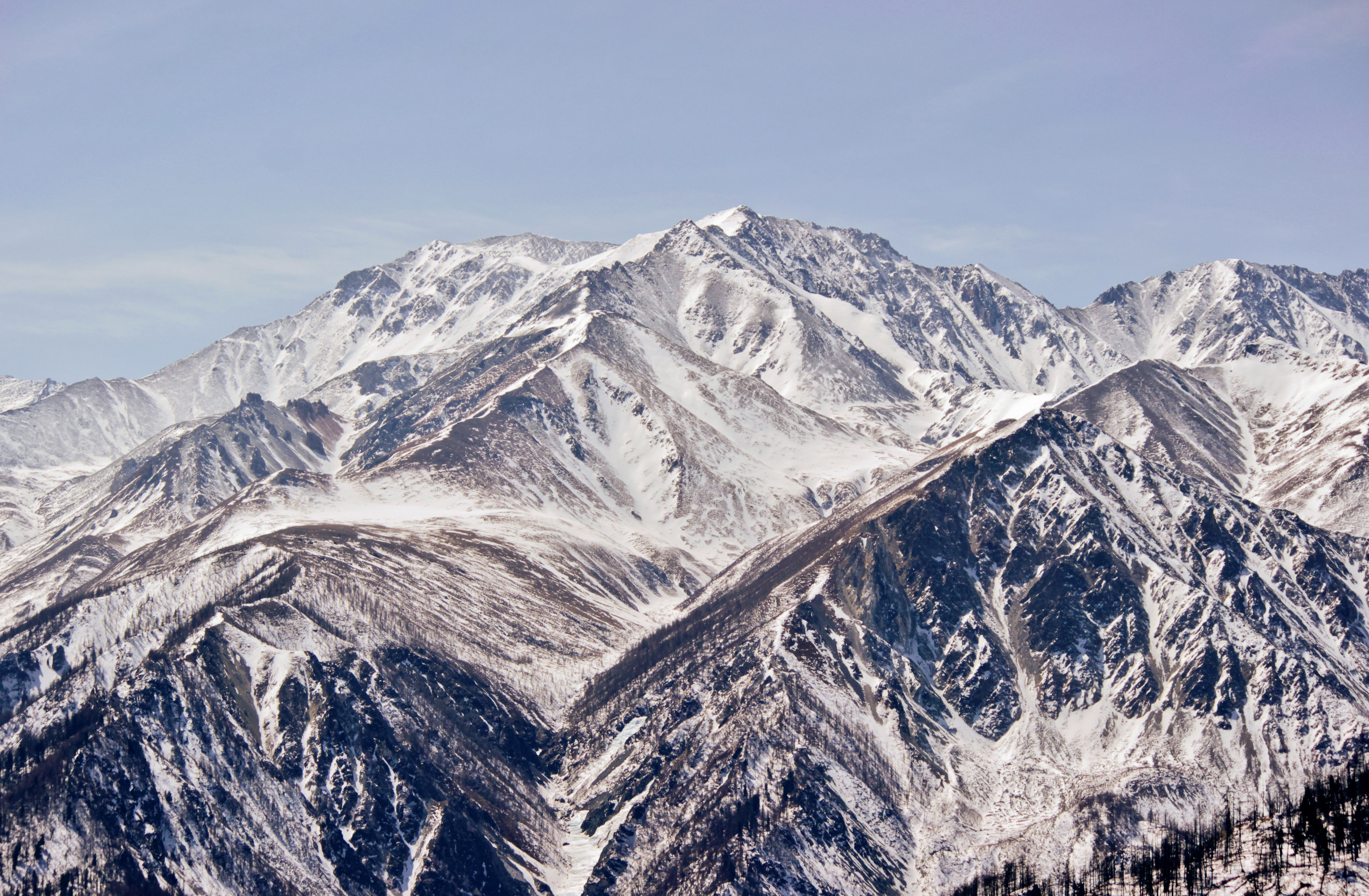
Гора Мунку-Сардык

Западная часть хребта носит название Пограничного хребта, восточная — хребет Мунку-Сардык.

## Описание
Максимальная высота — 3491 м (гора Мунку-Сардык). К северо-востоку от хребта лежит Окинское плато, на восток отходят Тункинские Гольцы, к югу расположено озеро Хубсугул. На южных склонах Большого Саяна берут начало монгольские реки Тенгесин-Гол и Сяржик-Гол, на северных — истоки притоков верховий реки Оки.
Крутосклонный островершинный рельеф альпийского облика.